# Stefan Höck
Stefan Höck   (Benediktbeuern, 10 de maig de 1963) és un biatleta alemany, ja retirat, que va competir sota bandera de la República Federal Alemanya durant la dècada de 1980.
El 1988 va prendre part en els Jocs Olímpics d'Hivern de Calgary, on guanyà la medalla de plata en la prova del relleu 4x7,5 quilòmetres del programa de biatló. Va formar equip amb Ernst Reiter, Peter Angerer i Fritz Fischer. En aquests mateixos jocs fou vint-i-sisè en la prova dels 10 quilòmetres esprint.